# Велоінфраструктура Черкас
Велоінфраструктура Черкас — сукупність засобів, елементів вуличної мережі, споруд та малих архітектурних форм, що призначені для користувачів велосипедів у місті Черкаси або стосуються використання велосипедів.

## Історія розвитку

### 2016
Перша велодоріжка з'явилася в місті у 2016 році по вулиці Героїв Дніпра, від вул. Богдана Хмельницького до вул. Сержанта Жужоми. Відстань маршруту склала 800 метрів.

### 2017
У 2017-му по вулиці Героїв Дніпра було добудовано велодоріжку в інший бік вулиці, від вул. Богдана Хмельницького до вул. Козацької, довжиною орієнтовно 1,5 км.

### 2020
Влітку 2020 року по одній стороні вулиці Сумгаїтської було відкрито нову велодоріжку шириною 2 метри та довжиною 2,6 км.

### 2021—2022
Триває реконструкція вулиці Сержанта Жужоми, де в майбутньому має з'явитися велодоріжка. Орієнтовно протяжність велодоріжки має скласти 400 метрів.

## Перелік велодоріжок та велосмуг
Перелік вулиць на яких присутні велосипедні доріжки, або велосмуги у місті Черкаси в алфавітному порядку.
| Назва вулиці    | Зображення | Протяжність (м) | Рік відкриття                                 |
| --------------- | ---------- | --------------- | --------------------------------------------- |
| Героїв Дніпра   |            | 2300 м          | 2016 (перший відрізок) 2017 (другий відрізок) |
| Сумгаїтська     |            | 2600 м          | 2020                                          |
| Сержанта Жужоми |            | ~400 м          | Будується                                     |

## Цікаві факти
- Усі велодоріжки в місті проходять виключно по одній стороні вулиці.
- Велодоріжка, що має бути збудована по вулиці Сержанта Жужоми, стане дотичною до велодоріжки по вулиці Героїв Дніпра, цим самим вони утворять першу безперервну велосипедну доріжку в місті, що проходить кількома вулицями.